# Franco Menichelli
Franco Menichelli, (Roma, 3 de agosto de 1941) foi um ginasta que competiu em provas de ginástica artística pela Itália. 
Sua estreia enquanto profissional da ginástica deu-se em 1959, no Europeu de Copenhague, edição esta em que não conquistou medalhas e teve o quarto lugar no solo, sua melhor colocação. No ano seguinte, nos Jogos Olímpicos de Tóquio, ao lado de Giovanni e Pasquale Carminucci, Gianfranco Marzolla, Orlando Polmonari e Angelo Vicardi, conquistou o bronze por equipes. Individulamente, foi o medalhista de bronze no solo. Em 1961, em sua segunda participação continental, no Europeu de Luxemburgo, saiu-se campeão no solo, medalhista de prata no salto e de bronze nas barras paralelas. No Campeonato Nacional Italiano, foi o medalhista de prata no concurso geral.
No ano seguinte, em sua primeira participação em Mundial, conquistou a medalha de bronze no Campeonato de Praga. No ano posterior, fora o medalhista de bronze no solo, no Europeu de Belgado. Em 1964, nas Olimpíadas de Tóquio, não alcançou o pódio da disputa coletiva. Todavia, nas finais por aparelhos, foi o vencedor na prova do solo e conquistou a prata nas argolas e o bronze nas paralelas. Entre 1965 e 1967, disputou dois campeonatos europeus e um mundial, dos quais conquistou nove medalhas continentais, somando quatro ouros em uma mesma edição, e duas conquistas mundiais.
Em 1968, competiu em sua terceira edição olímpica, aos 27 anos - Os Jogos da Cidade do México. Neles, contundiu-se e não prosseguiu na competição. [carece de fontes?] No ano seguinte, aposentou-se das práticas da modalidade. Em 2003 fora introduzido no International Gymnastics Hall of Fame.